# Leichtathletik-Weltmeisterschaften 2017/Teilnehmer (Irland)
| Gelbes Symbol für Goldmedaillen mit stilisierten Olympischen Ringen | Graues Symbol für Silbermedaillen mit stilisierten Olympischen Ringen | Braundes Symbol für Bronzemedaillen mit stilisierten Olympischen Ringen |
| ------------------------------------------------------------------- | --------------------------------------------------------------------- | ----------------------------------------------------------------------- |
| —                                                                   | —                                                                     | —                                                                       |

Von Irland wurden drei Athletinnen und neun Athleten für die Leichtathletik-Weltmeisterschaften 2017 in London nominiert.

## Ergebnisse

### Frauen

#### Laufdisziplinen
| Athletin                | Disziplin | Vorlauf     | Vorlauf | Halbfinale         | Halbfinale         | Finale             | Finale             |
| Athletin                | Disziplin | Zeit        | Platz   | Zeit               | Platz              | Zeit               | Platz              |
| ----------------------- | --------- | ----------- | ------- | ------------------ | ------------------ | ------------------ | ------------------ |
| Síofra Cléirigh Büttner | 800 m     | 2:06,54 min | 40      | nicht qualifiziert | nicht qualifiziert | nicht qualifiziert | nicht qualifiziert |
| Ciara Mageean           | 1500 m    | 4:10,60 min | 34      | nicht qualifiziert | nicht qualifiziert | nicht qualifiziert | nicht qualifiziert |
| Claire McCarthy         | Marathon  |             |         |                    |                    | 2:38:26 h SB       | 33                 |

### Männer

#### Laufdisziplinen
| Athlet           | Disziplin    | Vorlauf     | Vorlauf | Halbfinale         | Halbfinale         | Finale             | Finale             |
| Athlet           | Disziplin    | Zeit        | Platz   | Zeit               | Platz              | Zeit               | Platz              |
| ---------------- | ------------ | ----------- | ------- | ------------------ | ------------------ | ------------------ | ------------------ |
| Brian Gregan     | 400 m        | 45,37 s     | 18      | 45,42 s            | 19                 | nicht qualifiziert | nicht qualifiziert |
| Mark English     | 800 m        | 1:48,01 min | 34      | nicht qualifiziert | nicht qualifiziert | nicht qualifiziert | nicht qualifiziert |
| Mick Clohisey    | Marathon     |             |         |                    |                    | 2:16:21 h SB       | 22                 |
| Sean Hehir       | Marathon     |             |         |                    |                    | 2:27:33 h          | 63                 |
| Paul Pollock     | Marathon     |             |         |                    |                    | DNS                | DNS                |
| Thomas Barr      | 400 m Hürden | 49,79 s     | 18      | DNS                | DNS                | –––                | –––                |
| Alex Wright      | 20 km Gehen  |             |         |                    |                    | DSQ                | DSQ                |
| Brendan Boyce    | 50 km Gehen  |             |         |                    |                    | DNS                | DNS                |
| Robert Heffernan | 50 km Gehen  |             |         |                    |                    | 3:44:41 h SB       | 8                  |